# Graben (Gemeinde Liebenfels)
Graben ist eine Ortschaft in der Gemeinde Liebenfels im Bezirk Sankt Veit an der Glan in Kärnten (Österreich). Die Ortschaft hat 5 Einwohner (Stand 1. Jänner 2025). Sie liegt zur Gänze auf dem Gebiet der Katastralgemeinde Freundsam.

## Lage

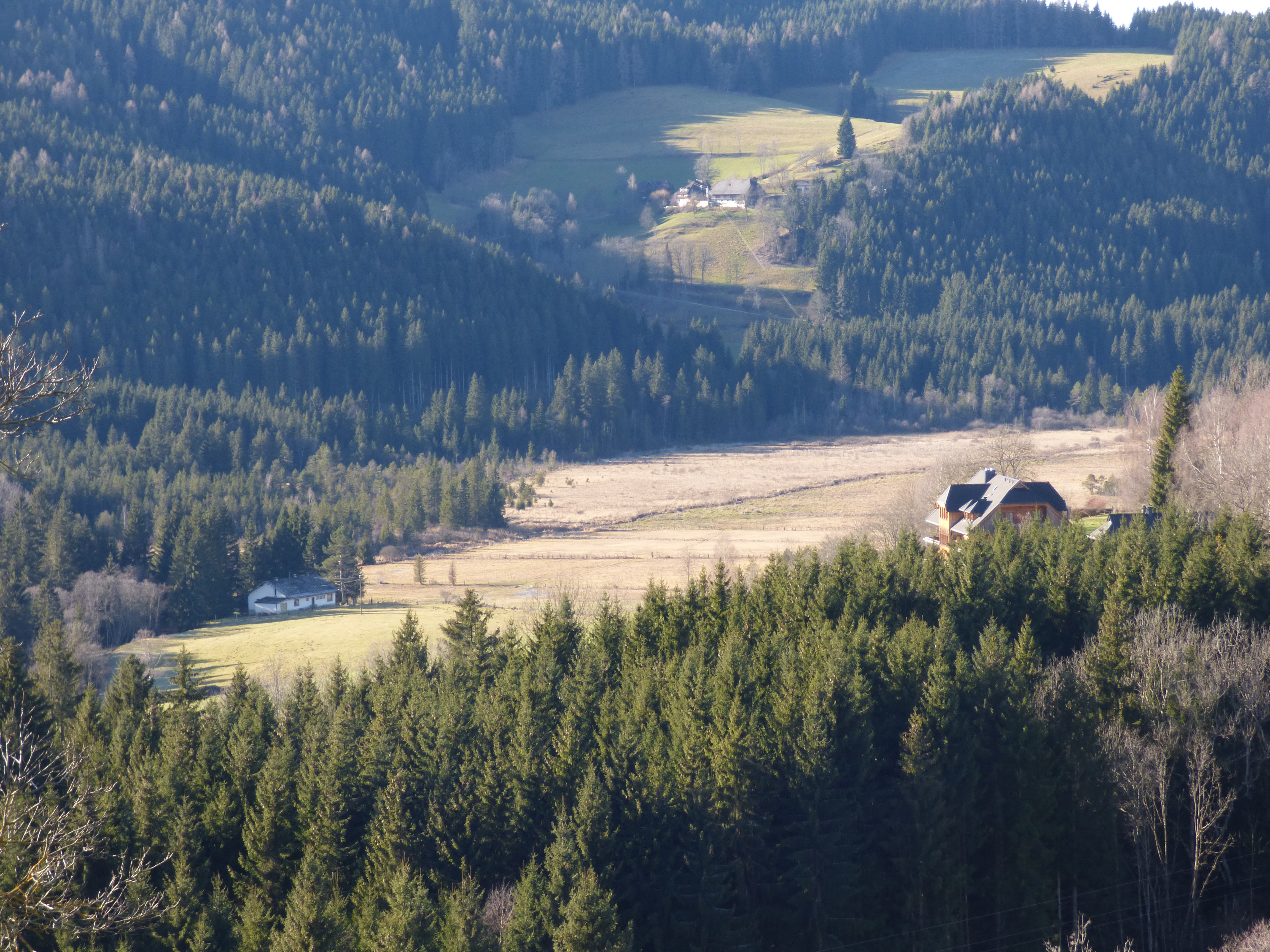
Freundsamer Moos, links Haus Graben Nr. 6

Die Ortschaft liegt im Südwesten des Bezirks Sankt Veit an der Glan, im Graben des Gradenegger Bachs, zwischen dem Freundsamer Moos und der Ortschaft Grund.

## Geschichte
Graben war in der ersten Hälfte des 19. Jahrhunderts Teil des Steuerbezirks Gradenegg und kam bei Gründung der Ortsgemeinden nach der Revolution 1848/49 zunächst zur Gemeinde Glantschach und 1875 an die Gemeinde Sörg. 1973 kam der Ort durch die Fusion der Gemeinden Sörg und Liebenfels an die Gemeinde Liebenfels.

## Bevölkerungsentwicklung
Für die Ortschaft zählte man folgende Einwohnerzahlen:
- 1869: 6 Häuser, 37 Einwohner[2]
- 1880: 6 Häuser, 31  Einwohner[3]
- 1890: 8  Häuser, 46 Einwohner[4]
- 1900: 6  Häuser, 40 Einwohner[5]
- 1910: 9  Häuser, 42 Einwohner[6]
- 1923: 7 Häuser, 52 Einwohner[7]
- 1934: 29 Einwohner[8]
- 1961: 6  Häuser, 29 Einwohner[9]
- 2001: 3 Gebäude (davon 2 mit Hauptwohnsitz) mit 4 Wohnungen; 9 Einwohner und 4 Nebenwohnsitzfälle; 3 Haushalte; 0 Arbeitsstätten, 1 land- und forstwirtschaftlicher Betrieb[10]
- 2011: 3 Gebäude, 3 Einwohner, 2 Haushalte, 0 Arbeitsstätten[11]
- 2021: 3 Gebäude, 4 Einwohner, 2 Haushalte, 0 Arbeitsstätten[12]